# Сірководень
Сі́рково́день, сульфід водню також дигідросульфід — хімічна сполука з формулою H2S. Безбарвний, дуже отруйний, горючий газ з характерним неприємним запахом тухлих яєць. Запах відчувається за таких низьких концентрацій, як 0,00047 часток на мільйон, але має властивість пригнічувати нюх та унеможливлює постраждалими його оцінку присутності, що вимагає додаткової обережності при роботі, особливо самостійній. Цей газ утворюється в результаті вулканічної активності, входить до складу природного газу, присутній у деяких мінеральних водах, є кінцевим продуктом розпаду сірковмісних амінокислот. Людське тіло виробляє невелику кількість H2S як сигнальної молекули.

## Знаходження в природі
Сірководень зустрічається у вулканічних газах, а також у воді деяких мінеральних джерел — П'ятигорська і Мацести (на Кавказі), Любеня-Великого (Львівська область) і інших. Природні сірководневі води використовуються для лікування.
Сірководень завжди утворюється при гнитті залишків рослинних і тваринних організмів і розкладі інших органічних речовин, до яких входить сірка. Тому неприємний запах сірководню поширюється від вигрібних ям, стічних вод і особливо від тухлих яєць. Але у великих кількостях у природі сірководень не накопичується, бо він легко окиснюється киснем повітря і розкладається.

## Властивості
Сірководень трохи важчий за повітря, суміш H2S і повітря — вибухонебезпечна. Сірководень у кисні горить синім полум'ям, з утворенням SO2 і води. Загалом сірководень діє як відновник. При внесенні в полум'я сірководню, що горить, холодного предмету, на ньому осідає елементарна сірка («сірчаний цвіт») та утворюється вода. Ця реакція відома як процес Клауса, основний спосіб перетворення сірководню в елементарну сірку. Сірководень мало розчинний у воді і діє як слабка кислота, дисоціюючи на гідросульфід іон HS− і протон H+. Сірководень реагує з іонами металів з утворенням сульфідів, які можуть бути розглянуті як солі сірководню. Деякі руди є сульфідами. Сульфіди металів частіше за все мають чорний колір. Папір з ацетатом свинцю використовується для виявлення сірководню, оскільки він реагує з сіркою в присутності газу з утворенням сульфіду свинцю. Сульфіди металів реагуючи з сильною кислотою утворюють сірководень.
Сірководень реагує зі спиртами з утворенням тіолів.

## Одержання
Хоч сірководень і утворюється при взаємодії водню із сіркою при нагріванні, але його зручніше добувати при дії хлоридної кислоти на сульфід заліза:
{\displaystyle \mathrm {FeS+2\ HCl\longrightarrow \ FeCl_{2}+\ H_{2}S\uparrow } }
Взаємодією сульфіду алюмінію з водою (ця реакція відрізняється чистотою отриманого сірководню):
{\displaystyle \mathrm {Al_{2}S_{3}+6\ H_{2}O\longrightarrow 2\ Al(OH)_{3}\downarrow +3\ H_{2}S\uparrow } }
Або нагріванням елементарної сірки з парафіном (до суміші інколи додають азбест). Остання реакція зручна можливістю контролю через температуру із зупинкою охолодженням та подальшим отриманням сірководню повторним нагріванням. 

## Хімічні властивості
Хімічний зв'язок сірки з воднем у молекулі сірководню ковалентний. Спільні електронні пари зміщені від атомів водню до атомів сірки, тому сірка виявляє негативну валентність. У водному розчині це зміщення є ще більшим.
У хімічному відношенні сірководень — сильний відновник. Відновні властивості його обумовлюються тим, що іон сірки S2− порівняно легко втрачає два електрони і перетворюється в нейтральний атом сірки S0, а під впливом сильних окисників втрачає шість електронів і перетворюється в позитивно заряджені іони S4+.
Так, при достатньому доступі кисню сірководень горить на повітрі з утворенням двоокису сірки і водяної пари:
{\displaystyle \mathrm {2\ H_{2}{\stackrel {-2}{S}}+3\ {\stackrel {0}{O_{2}}}\longrightarrow 2\ S{\stackrel {-2}{O_{2}}}\uparrow +2\ H_{2}{\stackrel {-2}{O}}} }
При недостатньому доступі кисню, або при охолодженні його полум'я він згоряє з утворенням води і виділенням вільної сірки:
{\displaystyle 2\mathrm {H_{2}{\stackrel {-2}{S}}+\ {\stackrel {0}{O_{2}}}\longrightarrow 2\ {\stackrel {0}{S}}\downarrow +2\ H_{2}{\stackrel {-2}{O}}} }
За цією самою реакцією сірководень повільно окиснюється у водному розчині. Тому коли сірководневу воду залишити на тривалий час в контакті з повітрям, то H2S повністю окисниться і вільна сірка виділиться у вигляді осаду.
У водному розчині сірководень легко окиснюється також галогенами й іншими окиснювачами. Наприклад:
{\displaystyle \mathrm {H_{2}S+\ Cl_{2}\longrightarrow \ S\downarrow +2\ HCl} }

## Фізіологічні властивості
Сірководень утворюється в невеликих кількостях в деяких клітинах ссавців і має ряд біологічних сигнальних функцій. (Тільки два інших гази мають таку ж функцію: оксид азоту (NO) і оксид вуглецю (СО).
Газ утворюється з цистеїну під впливом ферментів : цістатіонін бета-синтази і цістатіонін гамма-ліази, а також 3-меркаптопіруват сульфуртрансферази. Він діє як розслаблювач гладких м'язів і, як судинорозширювач, а також бере активну участь в роботі мозку, де він збільшує реакцію рецепторів NMDA, і полегшує довгострокове потенціювання, яке бере участь у формуванні пам'яті.
В організмі окислюється до сульфатів, які виводяться із сечею.
Завдяки своїм ефектам близький до оксиду азоту, сірководень в ХХІ ст. визнаний як потенційний захисник від серцево-судинних захворювань. 
Хоча і оксид азоту, і сірководень, як було сказано розслабляють кровоносні судини, їх механізми дії різні: в той час як NO активує фермент гуанілін-циклазу, H2S активує АТФ-чутливі калієві канальці у клітинах гладкої мускулатури. Як оксид азоту, сірководень бере участь у розслабленні гладких м'язів, що викликає ерекцію статевого члена, це дає нові можливості для  терапії еректильної дисфункції.
При хворобі Альцгеймера кількість сірководню в мозку сильно знижується. У трисомії 21 (найпоширеніша форма синдрому Дауна) організм виробляє надлишок сірководню. Сірководень також бере участь в процесі 1 типу діабету. Бета-клітини підшлункової залози при цукровому діабеті 1 типу виробляють надлишок сірководню, що призводить до загибелі бета-клітин і зниження вироблення інсуліну тими, які залишились.

## Участь у кругообігу сірки
Сірководень є центральним учасником сірчаного циклу, біогеохімічного циклу сірки на Землі.
У відсутності кисню, сіркобактерії та сульфат-відновлюючі мікроорганізми отримують енергію з окиснення водню або органічних молекул з елементарної сірки або сульфатів до сірководню. Інші бактерії звільняють сірководень з сірковмісних амінокислот, це призводить до виникнення запаху тухлих яєць і запаху продуктів метеоризму.

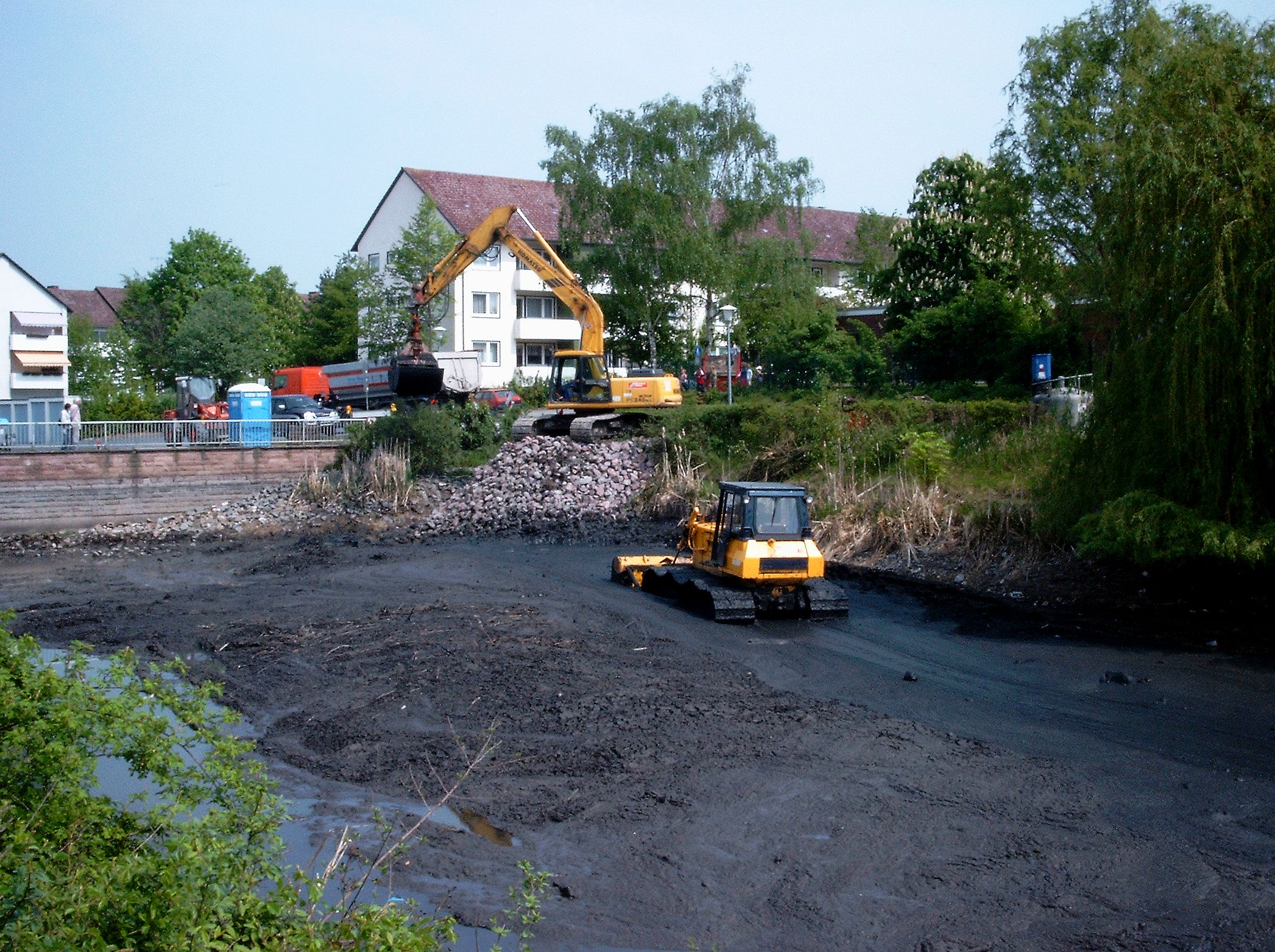
Осад у ставку, чорний колір пов'язаний з наявністю сульфідів металів

Внаслідок органічного розпаду речовини при низькому вмісті кисню (гіпоксичні умови) (наприклад, в болотах, евтрофних озерах або мертвих зонах океанів), сульфатредукуючі бактерії використовують сульфати, які містяться у воді для окиснення органічних речовин, утворюючи сірководень як побічний продукт. Деякі молекули сірководню вступають в реакцію з іонами металів розчинених у воді з утворенням сульфідів металів, які не розчиняються у воді. Ці сульфіди металів, такі як сірчисте залізо FeS, часто мають чорний або коричневий колір, що призводить утворення темного мулу на дні водойм.
Кілька груп бактерій можуть використовувати сірководень як паливо, окислюючи його до елементарної сірки або сульфатів за допомогою розчиненого у воді кисню, або використовувати оксиди металів (наприклад, Fe гідроксиди і оксиди Mn) та селітру як окислювач.
Пурпурові сірчані бактерії та зелені сірчані бактерії використовують сірководень як донора електронів у фотосинтезі, таким чином утворюючи елементарну сірку. (Насправді цей фотосинтез старший, ніж фотосинтези ціанобактерій, водоростей та рослин, які використовують воду як донора електронів з утворенням вільного кисню.)

## Цікаві факти
- Характерною особливістю Чорного моря є повна (за винятком ряду анаеробних бактерій) відсутність життя на глибинах понад 150–200 м за рахунок насиченості глибинних шарів води сірководнем.[4]
- Сірководень може використовуватись для виділення водню з води, з лікувальною метою, як резервне паливо та ін.[4]
- В енергетичному відношенні (за теплотою згорання) 1 м³ сірководню еквівалентний 1,49 м³ побутового газу.[4]